# Monasterio de Santa María del Parral
El monasterio de Santa María del Parral, o simplemente monasterio de El Parral, es un monasterio de clausura de la Orden de San Jerónimo ubicado en la ciudad de Segovia, en la comunidad autónoma de Castilla y León en España.
El monasterio de El Parral se encuentra a extramuros de la ciudad, en el barrio de San Lorenzo, junto a la iglesia de la Vera Cruz y muy cercano al convento de San Juan de la Cruz y a la antigua fábrica o casa de la moneda, en la orilla derecha del río Eresma en el paraje conocido como "La alameda". Mantiene el uso para el que fue creado, perteneciendo desde su origen a la actualidad a los monjes de clausura de la Orden de San Jerónimo.
Los diferentes edificios que componen el conjunto monacal están distribuidos en torno a varios claustros de estilos gótico, mudéjar y plateresco. Lo mandó construir el rey Enrique IV de Castilla en el año 1447. En 1454 el rey emprende a sus expensas la construcción de las dependencias monacales incluso antes que la iglesia. De esta relación entre el monarca y el monasterio da testimonio las representaciones heráldicas con las armas del monarca y las ramas de granado que se ven en varios sitios del edificio.
El monasterio de Santa María del Parral, junto con el convento de dominicos de Santa Cruz y con el convento franciscano de San Francisco, del que resta el claustro, conforma la trilogía de la arquitectura de primera calidad de la Segovia del siglo XV.
En su interior destaca el retablo mayor de la iglesia, realizado en el siglo XVI, obra de Juan Rodríguez y de un conjunto de escultores abulenses de estilo renacentista. El nombre se debe a que en él se venera a la virgen del Parral, escultura románica procedente de un templo anterior.

## Historia

### La fundación

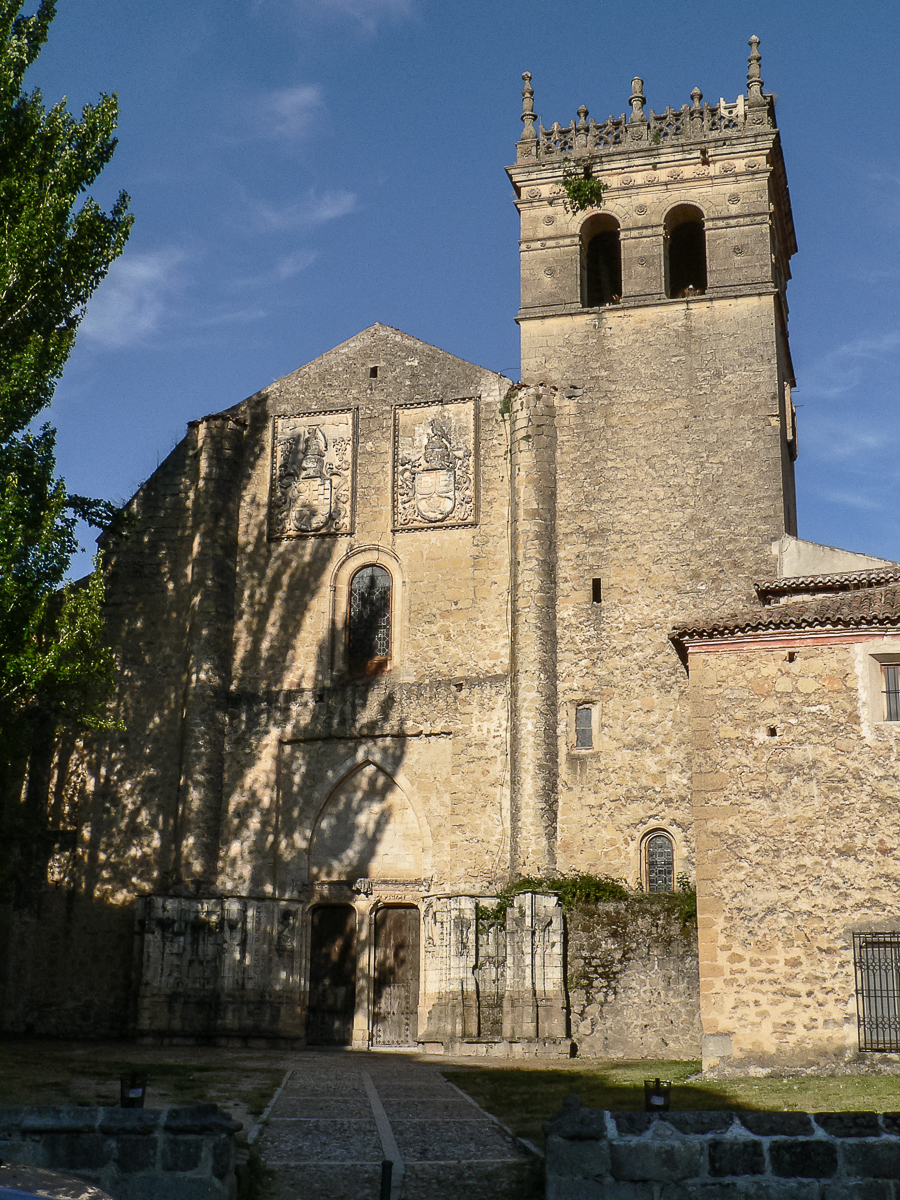
Fachada de la iglesia del monasterio.

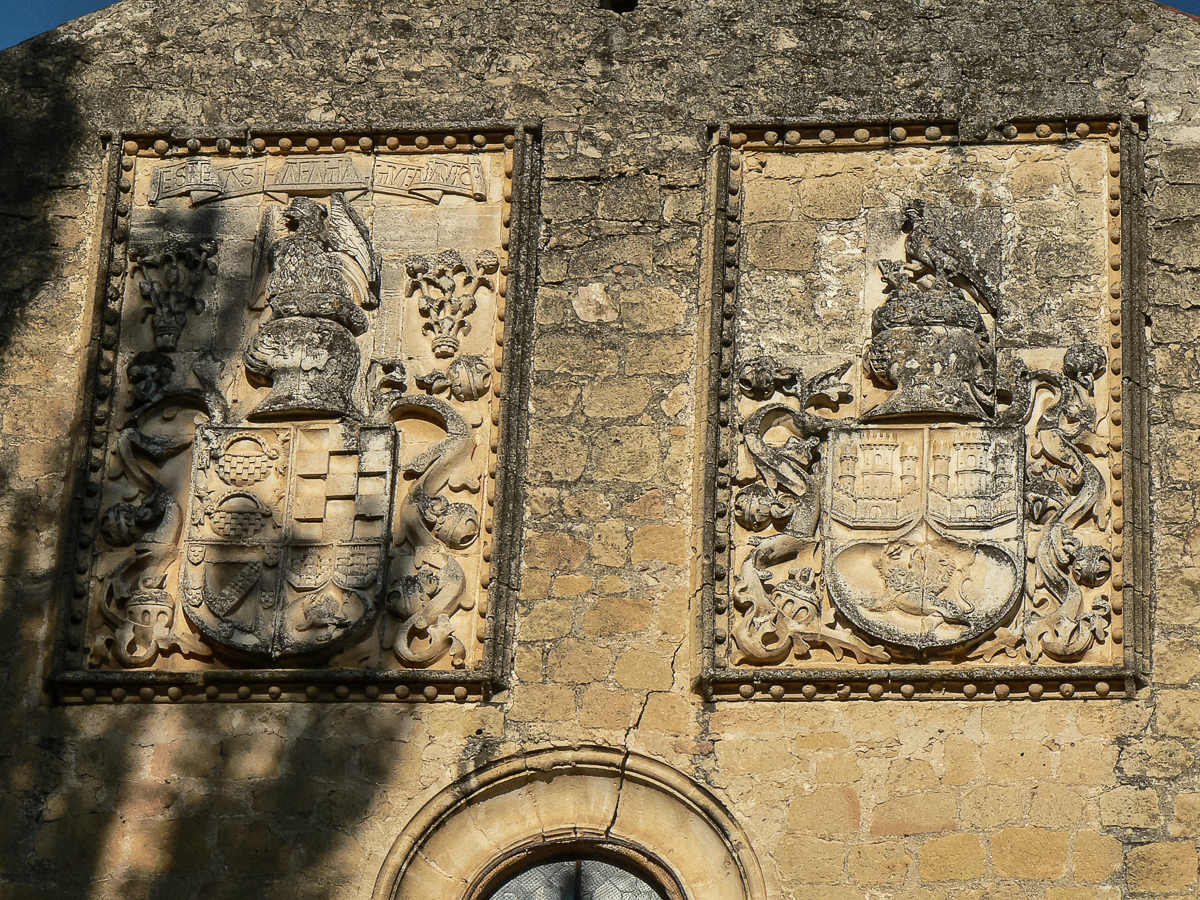
Escudos de Diego López Pacheco y Juana Enríquez en la fachada de la iglesia.

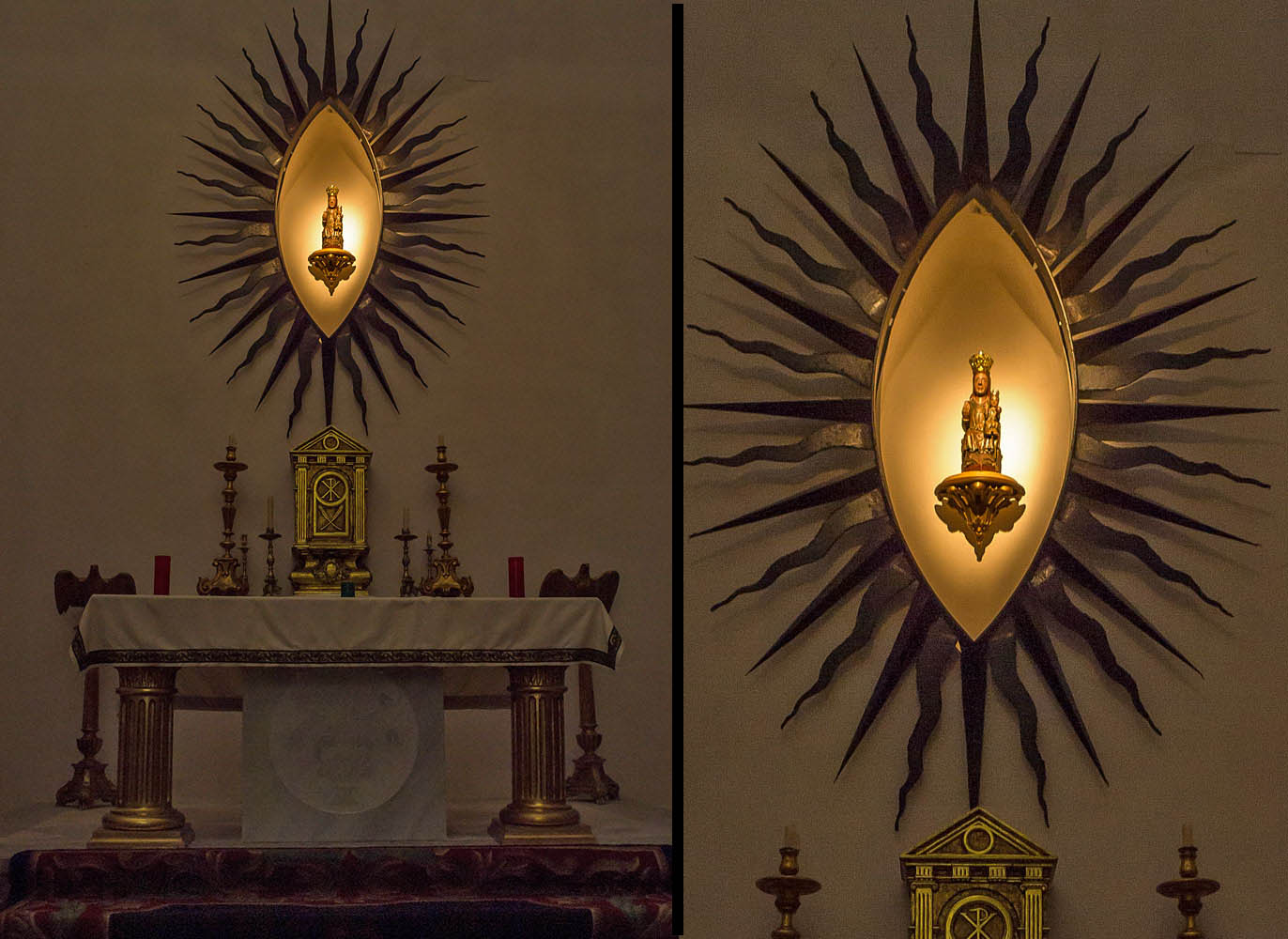
Capilla de la Virgen de El Parral. Escultura románica que da nombre al monasterio.

Lo mandó construir Enrique IV en 1447 siendo todavía príncipe. Por ello lo hizo bajo el nombre de Juan Pacheco (marqués de Villena desde 1445), su camarero mayor, ya que no estaba bien que no siendo rey levantara edificios. Lo ubicó en un paraje que él mismo describe como 

un poco levantado en la ladera de una cuesta, abrigado con ella y con unas peñas de los cierzos fríos, que lo son mucho en aquella tierra, puesto al mediodía, donde le da el sol desde la mañana hasta la noche, a tiro de ballesta de los muros, frontero del Alcázar real, algo subido al oriente, templado cuanto allí puede desearse y como una primavera perpetua, comparado con el frío a que está sujeta la ciudad, por estar puesta al cierzo y por la vecindad de la sierra. Allí había una ermita, de tiempos atrás, llamada Nuestra Señora del Parral, porque estaba cubierta de una parra antigua. Yo la vi, y cogí algunos años harto sabrosas uvas de ella, porque me crie a su sombra y no puedo olvidarme de ella y le seré agradecido eternamente. En el contorno y junto a la ermita, debajo de unos grandes riscos que tiene a las espalda, hay muchas fuentes caudalosas, de buen agua, en que ni por lluvias continuas ni por calores ni secas del tiempo, jamás vi ni crecimientos ni menguas

La ermita de la Virgen del Parral era propiedad de la catedral y de devoción de los ciudadanos de Segovia desde el siglo XIII. Junto a la ermita existía un parral y esta estaba rodeada de huertos que pertenecían, como la propia ermita, al cabildo de la catedral ya que en 1301 la señora María Molina se los había donado.
El 7 de diciembre de 1447 Enrique IV compra al cabido catedralicio la ermita y los terrenos que la rodean por diez mil maravedíes y hace cesión a fray Rodrigo de Sevilla, prior del monasterio de San Blas de Villaviciosa (Guadalajara) de la adquisición para fundar en esos terrenos un nuevo monasterio que fue erigido por el canónigo Nuño Fernández de Peñalosa, en nombre del cardenal obispo, don Juan de Cervantes. fray Rodrigo de Sevilla sería el primer prior del mismo.
La bula fundacional fue dada por el papa Nicolás V y en ella se recogían los mismos privilegios que el monasterio de Guadalupe. La dejación del marqués de Villena mantiene a la comunidad de frailes en precario hasta que en 1454 se proclama rey Enrique IV, a la muerte de su padre Juan II, y ordena comenzar las obras de los diferentes edificios que conformarían el complejo monasterial. Fray José de Singüenza describe la construcción de la siguiente manera:

Abrió los fundamentos de toda la casa y de la yglesia, y con harta brevedad levanto un edificio de lo bueno de aquel tiempo. Labró todo el claustro principal, que es grande, con su celdas y officinas. Hizo luego un claustro menor para hospedería, donde se venía a recrear y comunicar con sus religiosos, que los amava tiernamente. […] y la Capilla Mayor, que siempre se entendió la hazia para su entierro. Tardó en esto algunos años.

En la descripción, Sigüenza comenta la riqueza de los artesonados mudéjares, los policromados del techo del claustro alto, refectorio, librería y celda del Prior.
A Enrique IV se debe casi toda la capilla mayor, pero no la nave, que no pudo completar debido a problemas en sus reinos.

### La consolidación de El Parral
En 1474 muere el rey Enrique IV y comienza una guerra por la sucesión en el trono que enfrentó a la hija del rey Juana la Beltraneja y a su hermanastra Isabel. Durante la contienda las obras se paralizaron. En 1479 Isabel sube al trono de Castilla y comienzan de nuevo las obras de El Parral. El prior del monasterio en esa época, fray Pedro de Mesa, logra un acuerdo de financiación con el marqués de Villena que permitió acabar las obras en 1503.

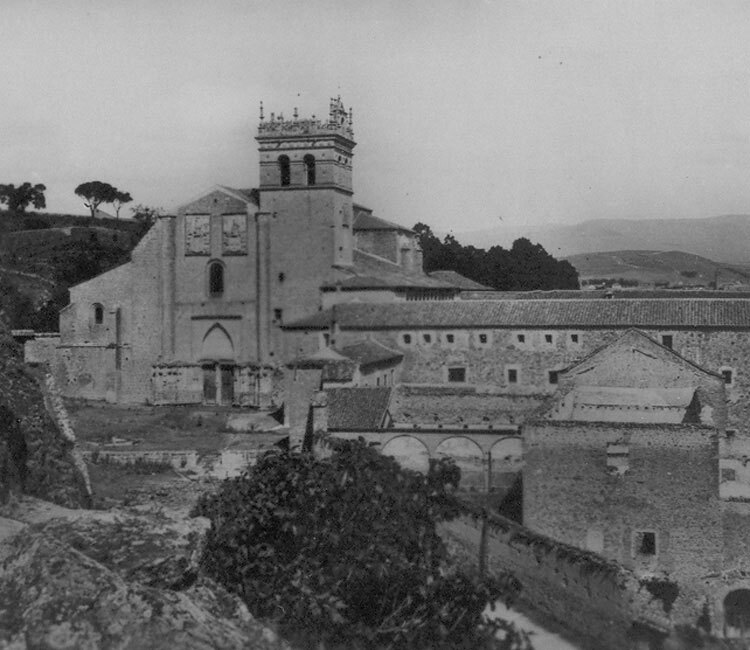
Fotografía antigua del monasterio.

La concepción del monasterio se hizo según los requisitos exigidos por la Orden Jerónima. El primer maestro de obras fue el segoviano Juan Gallego, quien diseñó la recogida de aguas y las primeras trazas de los edificios. Según relatan los propios frailes, Juan Gallego dispuso de la siguiente forma 

Al N y al abrigo de las rocas dispuso la iglesia, al S de ésta el claustro de las Procesiones (principal), en el ángulo SO del mismo el de la enfermería, y en el lado O los claustros de la portería y de la hospedería, que forman a modo de una barrera frente el mundo secular. Todo rodeado por huertas y tierras cercadas por tapias.

En 1472, Juan Pacheco, marqués de Villena, contrató las obras de la capilla mayor. En ella realizaría el retablo y los sepulcros del propio marqués de Villena y su esposa María de Portocarrero, después de la firma del contrato en Segovia en el año 1528. Describe fray José de Sigüenza, monje del monasterio, que el rey Enrique IV quería el lugar del retablo para su enterramiento, pero se lo solicitó el marqués de Villena para su uso, como relata fray José de Sigüenza:

Viendo don Juan Pacheco (que ya era Marques de Villena, y maestre de Santiago, y lo que quería) que el monasterio del Parral estaba tan acabado, y la iglesia en tan buenos términos, pareciole tomársela para si, por quitarle no solo el reino, mas aun la sepultura

El contrato para su ejecución fue firmado el 23 de marzo de 1528 por los entalladores Juan Rodríguez y Jerónimo Pellicer, discípulos de Vasco de la Zarza, junto con el pintor Francisco González, todos ellos vecinos de Ávila, quienes se comprometían a realizarlo según las condiciones que se estipulaban por una cuantía de 400.000 maravedís. Del dorado y policromado se encargó Diego de Urbina, vecino de Madrid, quien suscribió el contrato el 19 de octubre de 1553 junto con la hechura de una cortina en grisalla «con los pasos de la Pasión al natural» para cubrirlo en Semana Santa.
La naves se acabarían de cerrar en 1503. En 1654 un incendio destruyó buena parte de los edificios monacales, que serían reconstruidos poco después bajo la dirección de fray Pedro de Huete. Durante más de trescientos años de historia el monasterio fue creciendo.

### La decadencia delsigloXIX
En el siglo XIX comienza un periodo de decadencia que culminó en 1837 con la desamortización de Mendizábal que motivó el abandono del monasterio de El Parral y la dispersión de muchas obras de arte, documentación y tesoros que en él se guardaban.
En 1808 las tropas de Napoleón Bonaparte bajo el mando de los generales Lasalle y Frere irrumpen en el monasterio saqueando la sacristía y al año siguiente dispersan el archivo. La comunidad de monjes se ve obligada a abandonar El Parral hasta que puede regresar en 1813. En noviembre de 1820 se disuelve la comunidad que abandona nuevamente las instalaciones. En julio de 1823 los monjes volverían al Parral. El 10 de noviembre de 1835 se disuelve la comunidad por orden de las leyes desamortizadoras, el año anterior había entrado el último monje, fray Juan Durán, y en ese momento la comunidad estaba formada por 27 monjes, 4 criados y 4 estudiantes. 

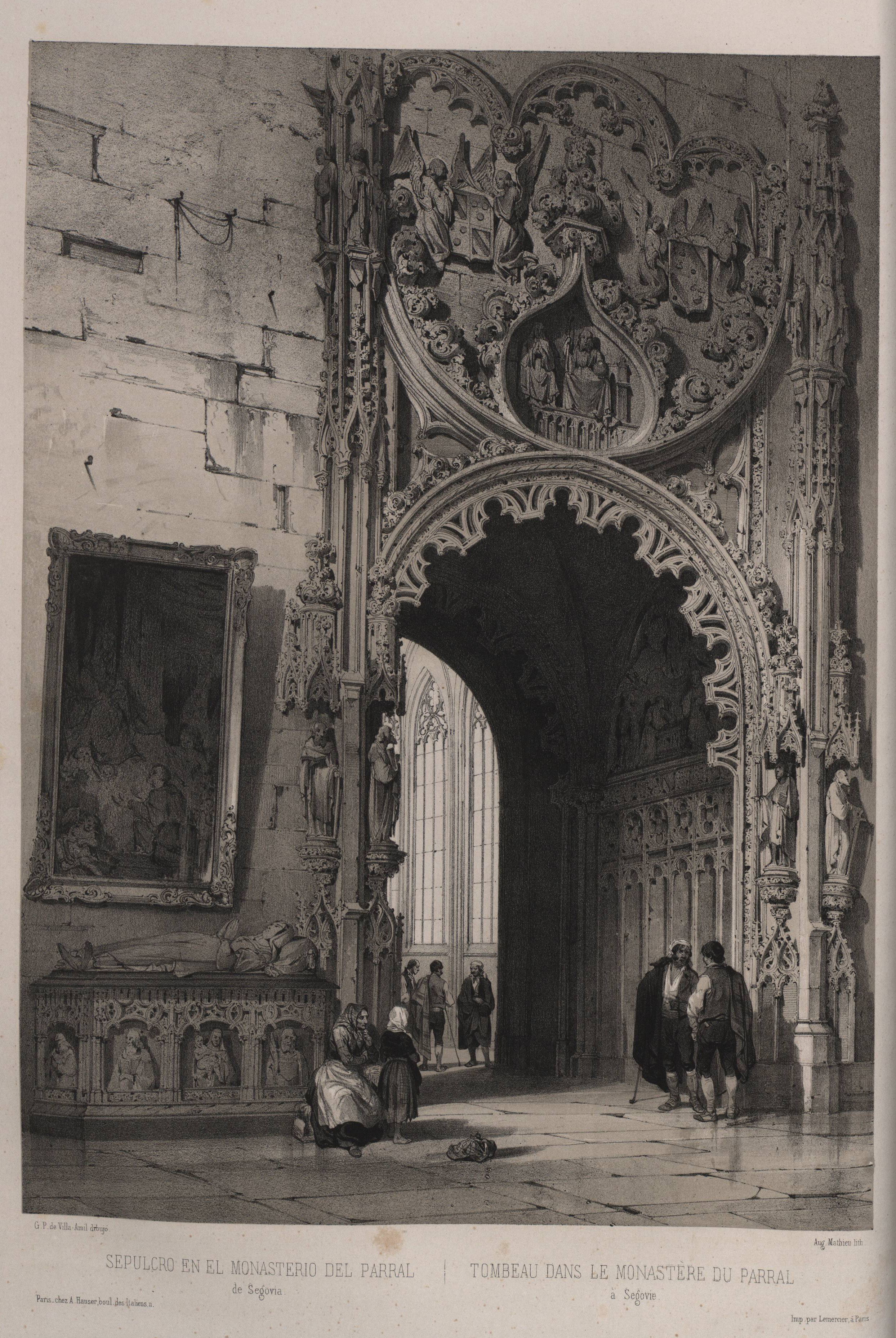
«Sepulcro en el monasterio del Parral de Segovia», dibujo de Jenaro Pérez Villaamil para España artística y monumental, 1850.

El proceso desamortizador provocó la dispersión de las obras de arte y la biblioteca, así como el abandono de los edificios que componían el conjunto monacal. Entre las obras de arte dispersadas destacan las siguientes; parte de la biblioteca se traslada al Trinity College de Dublín y sus estanterías acaban en la capilla de Viejos de Segovia; la sillería del coro se divide entre el Museo Arqueológico Nacional y la iglesia de San Francisco el Grande, ambos en Madrid; la tabla La Fuente de la Gracia, de la escuela de Jan van Eyck, pasa al Museo de la Trinidad y de ahí posteriormente al Museo del Prado; la más estimada reliquia, un hueso de santo Tomás de Aquino, acaba en el convento de dominicos de Ocaña, las laúdes de bronce y la verja de hierro forjado de la capilla mayor se vende como chatarra y se pierden los cuadros de Ricci que adornaban el claustro así como muchos retablos de las capillas. El retablo mayor se pretende trasladar a la catedral de Segovia, el traslado es impedido por la Academia de la Historia.
El abandono de los edificios hace que su estado empeore tanto que en 1839 se piense en la demolición del monasterio. El duque de Frías, Bernardino Fernández de Velasco, descendiente de la casa de los marqueses de Villena, reclama el monasterio en 1844 argumentando que es fundación de su familia. Esta reclamación detiene la amenaza de derribo. Tres años después, en 1847, una orden real dispone que el conjunto monacal pase a depender del superintendente de la Casa de la Moneda ordenando que se realicen los arreglos necesarios en la iglesia. Esta reparación se hizo conforme al proyecto de Vázquez de Zúñiga. Un monje, fray Julián Casado, intentó mantener en condiciones el conjunto monacal en un trabajo en solitario.

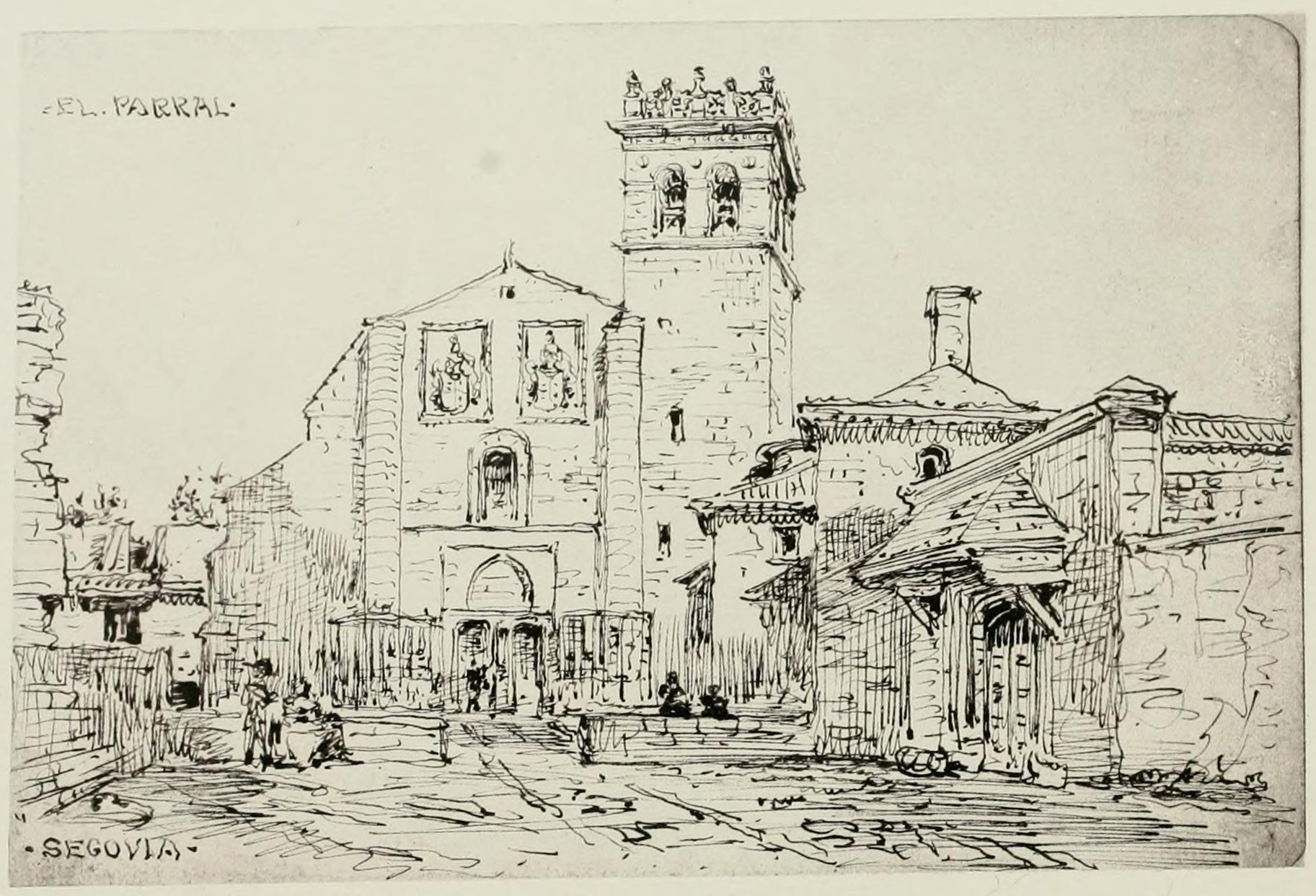
Vista exterior del monasterio hacia 1869, obra del historiador del arte y arquitecto inglés Matthew Digby Wyatt.

Fray Julián Casado consiguió ubicar en las viejas y abandonadas instalaciones a una comunidad de Concepcionistas y emprende una labor de salvación, trasladando a otras iglesias de la ciudad de Segovia algunos ternos, altares y esculturas. Hasta logra salvar el órgano depositándolo en La Fuencisla.
A principios del siglo XX muchas cubiertas se había desplomado y ya había muchos muros dañados. En 1914 es declarado Monumento Nacional y se emprenden trabajos de restauración en la iglesia. En 1916 bajo la dirección de Ricardo Velázquez Bosco se encauzan las aguas que corrían por la nave y se cambia la armadura de madera por otra de fábrica. Al año siguiente se redacta, de mano de Eladio Laredo, un proyecto para la adecuación del monasterio en seminario. En este proyecto se contemplaba la creación en el claustro de la Botica de un salón de actos. En 1919 se desploma el artesonado de la sala capitular.

### El resurgimiento de los Jerónimos y de El Parral
A finales del siglo XIX la Orden de San Jerónimo se quedó sin miembros (la orden no desapareció ya que deben transcurrir cien años para que una orden quede extinta, según las leyes eclesiásticas). En 1915 se comienzan a realizar los procesos tendentes a la restauración de los jerónimos. Estos procesos tienen dos actores principales, la rama femenina de la orden y Manuel Sanz. En agosto de 1925 llegan los primeros postulantes de la Orden Jerónima al monasterio de El Parral, con anterioridad, el 27 de abril de ese año la Dirección General de Rentas Públicas había puesto a disposición del obispado de Segovia el conjunto monacal. Entre 1926 y 1928 se recuperan los edificios, bajo proyecto del arquitecto Luis Saínz de los Terreros, reconstruyendo el claustro principal y otras dependencias (no se actúa en la parte de la Hospedería).
En 1931 se abandonan las obras de reconstrucción y una parte de la comunidad abandona el monasterio quedando solamente cinco monjes. En 1941, después de la guerra civil, basándose en esos cinco monjes, se comienza a recrear la orden. Santa María del Parral se convierte en la Casa Madre de la Orden y de allí saldrán monjes para los monasterios de Santiponce en 1956, Yuste en 1958 y Jávea en 1964.
La reconstrucción se reanuda en 1940 y acaba en 1943. De la mano del arquitecto Francisco Javier Cabello Dodero se recuperan, entre otras estancias, el claustro principal y la sala capitular. Poco después, en 1947, se restaura la bóveda de la capilla mayor y diez años después, en 1958, el parteluz de la portada de la iglesia. En 1961 se actúa en el pavimento del claustro Principal y en las capillas de la parte norte del mismo (con actuaciones que perjudicaron algún elemento barroco de la capilla de Adrados).
Entre los años 1965 y 1967 se actúa profundamente y desafortunadamente en la iglesia y sacristía. Se picaron las paredes, se quitó la escalera de mármol del presbiterio, se colocó la sillería traída del monasterio jerónimos de San Pedro de la Ñora en Murcia y se puso una nueva mesa de altar en la mitad del crucero. En la sacristía se borró la decoración de las bóvedas. Estas actuaciones tienen su base en el proyecto de Saínz de los Terreros.

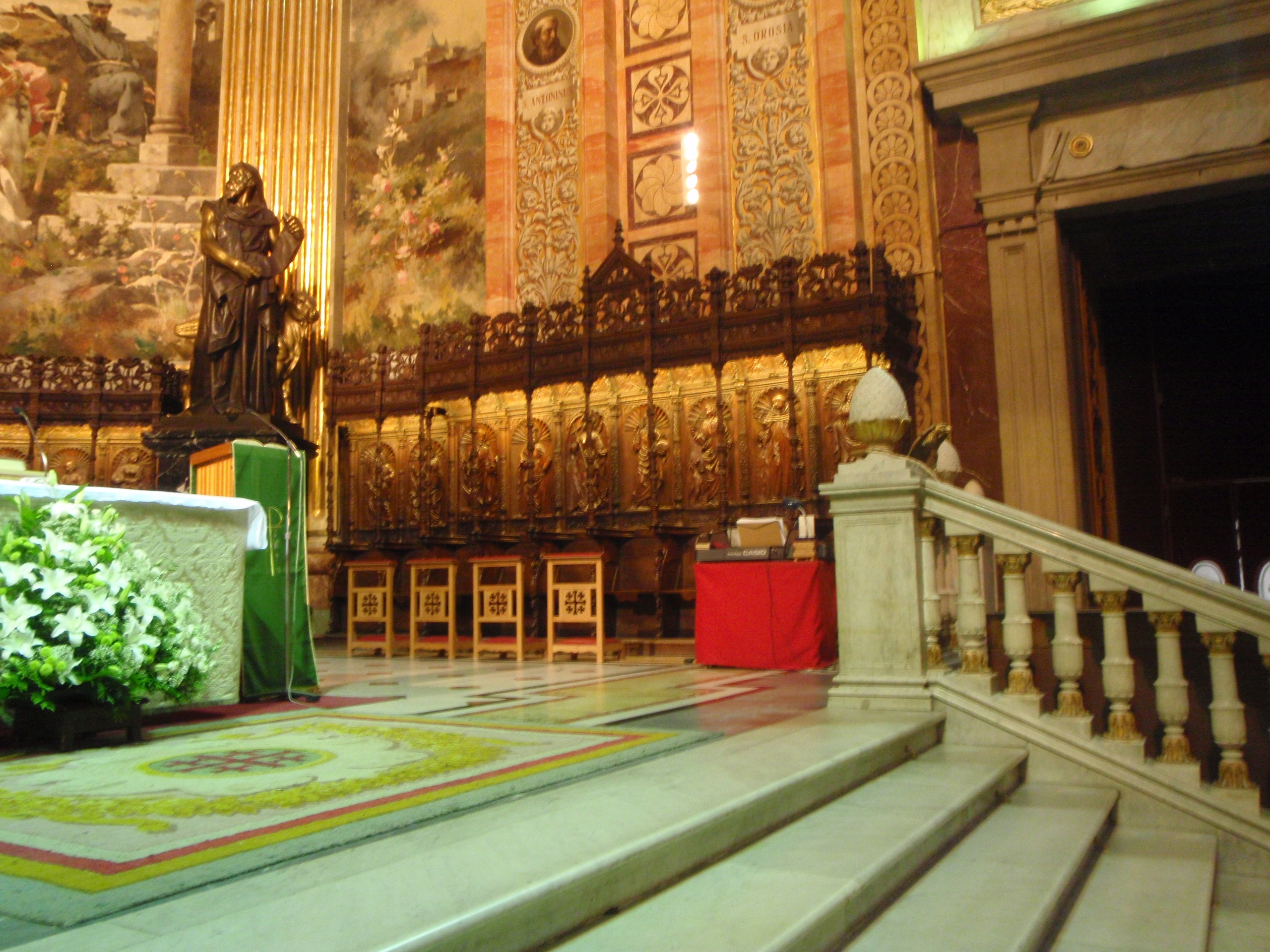
Capilla mayor en la Basílica de San Francisco el Grande de Madrid donde puede observarse la antigua sillería renacentista del Real Monasterio de Santa María del Parral.

En 1972 se demolió el claustro de la Hospedería y en 1974 se realizan los estanques y jardines actuales y se recuperan las galerías del claustro de la Enfermería.
Desde la restauración de la orden en El Parral los monjes han ido recuperando los bienes dispersos, como la librería del siglo XVIII que se hallaba en el Archivo Municipal.
En el año 2020, la congregación residente en el monasterio, el único de la Orden de San Jerónimo existente en todo el mundo, era de seis monjes jerónimos, casi todos ellos de avanzada edad.

## Descripción

### La iglesia

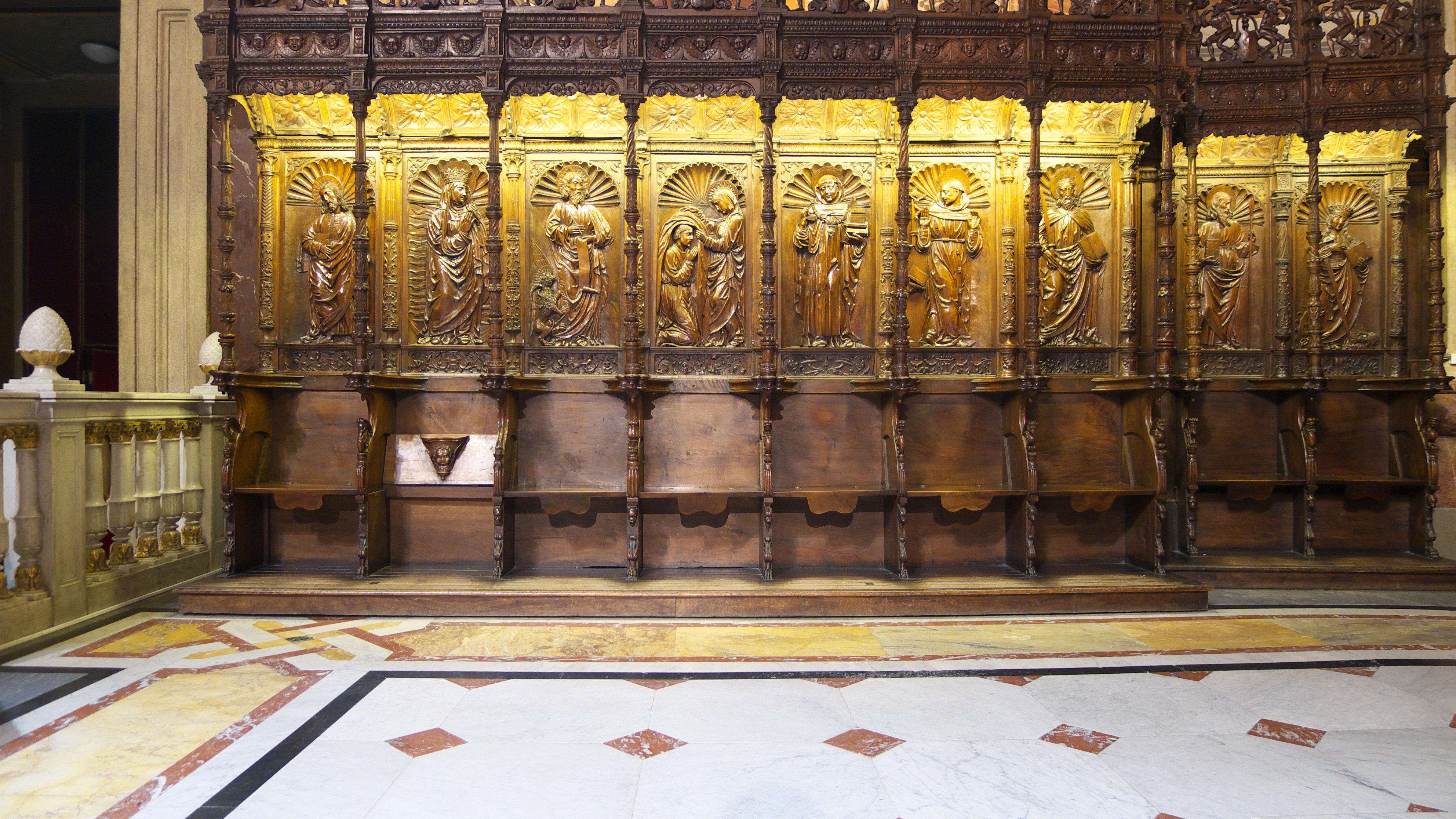
Parte de la sillería baja del Real Monasterio de Santa María del Parral, actualmente en la Basílica de San Francisco el Grande.

Se levanta entre el monte, por el norte, y el recinto conventual, por el sur. El atrio está acotado con un murete con bolas (al gusto de Juan Guas). La fachada se muestra desnuda, inacabada, con la única decoración de la portada y la torre de campanas, renacentista, que se yergue a la derecha. Sobre un banco corrido a modo de zócalo descansan las jambas de delicada decoración vertical en piedra blanca.
En la jamba se muestra un altorrelieve de la Virgen, con una filacteria, y en la de la izquierda un ángel en la salutación. Ambas figuras están desmochadas y también faltan las de las ménsulas. El paso a la nave se realiza mediante dos arcos planos en donde figuran, en las dovelas, las armas de Enrique IV con la leyenda "Agridulce es el reinar".

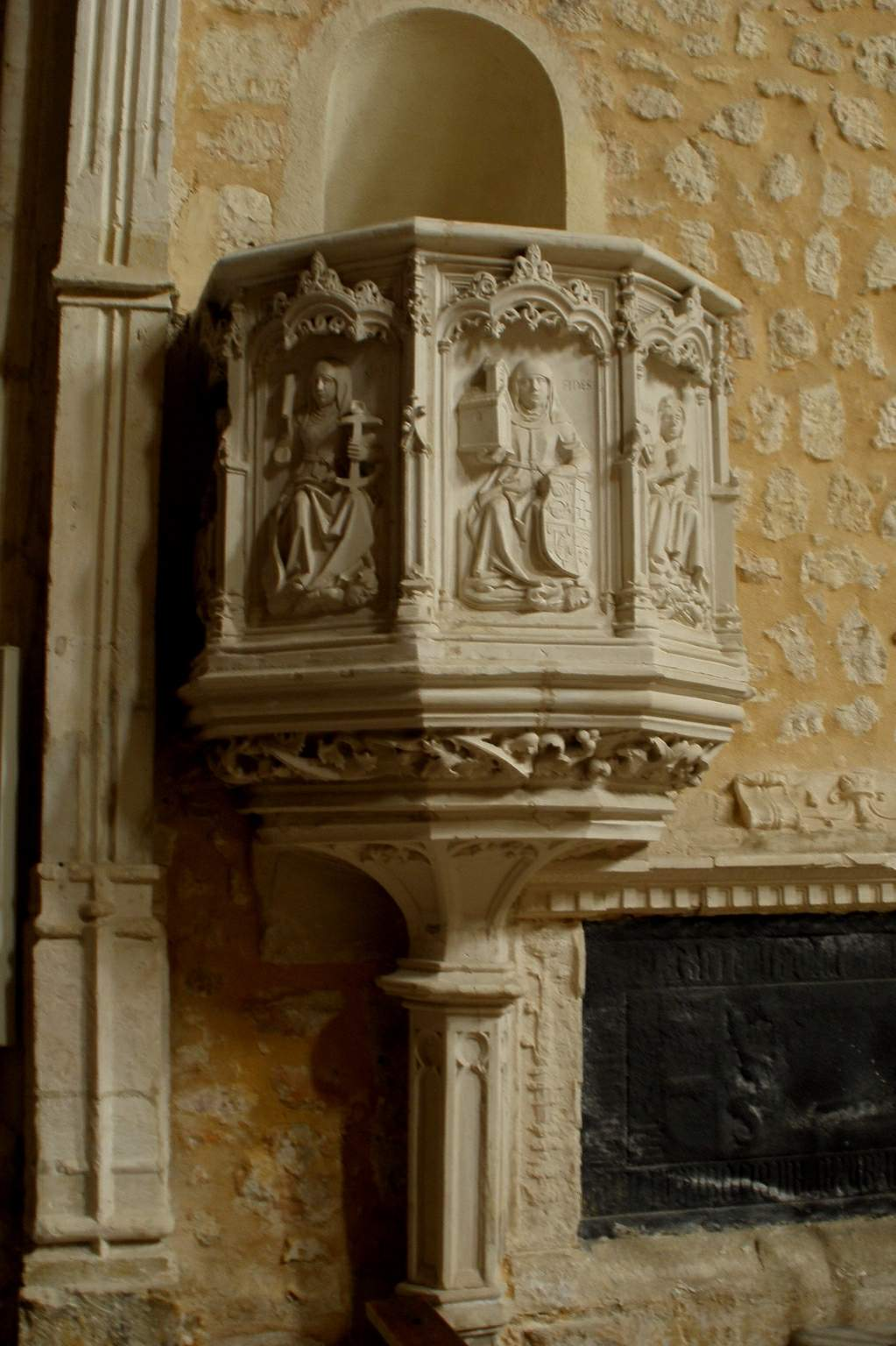
El púlpito.

Dos contrafuertes delimitan el paño central quedando por abajo de ellos los restos del comienzo de la inacabada portada. Sobre ella la ventana que da luz al coro y sobre la ventana, dos grandes escudos de armas, a la izquierda el de Diego López Pacheco, segundo marqués de Villena, y a la derecha el de su mujer, Juana Enríquez, realizados por el escultor Francisco Sánchez de Toledo.
Hay restos del pavimento de guijarros en forma de dibujos geométricos, que se entrecalan con uno más actual con el escudo de la orden de los Jerónimos.
En el interior se ingresa por debajo del coro que está sostenido por un arco carpanel de granito, provisto de caireles. El coro costa de dos tramos, el segundo del doble de tamaño que el primero, realizados mediante nervaduras de traza geométrica en donde figuran, en el arranque sendos escudos heráldicos pertenecientes a los marqueses de Villena. El coro fue construido por Juan de Ruesga (colaborador de Juan Guas) en 1494 junto con el coro se realizaron dos arcosolios (arcos que albergan sepulcros abiertos en la pared), una a cada lado de la puerta, en uno de ellos hay una lápida de los Villena y en otro un cenotafio (monumento funerario sin cadáver).
La nave tiene una altura de 22 metros con el coro al fondo. El coro, que se prolonga a los lados de la nave como si fuera un balcón, está adornado con las armas de Diego López Pacheco y su mujer, Juana Enríquez, marqueses de Villena. Los órganos, que se ubicaban en las prolongaciones del coro, desaparecieron con la desamortización de Mendizábal en el siglo XIX. 
La sillería original, obra de Bartolomé Fernández realizada entre los años 1526 y 1528, se llevó al Museo Arqueológico Nacional y a la basílica de San Francisco el Grande de Madrid. El 16 de marzo de 1526 se firmó el contrato para su construcción con Bartolomé Fernández, estipulándose el precio en trescientos mil maravedís. Dicha sillería constaba de 34 sillas bajas y 47 altas, con una iconografía en la serie alta de santos de culto más común, entre ellos el segoviano San Frutos, separados por pilastras adosadas. En la sillería baja el tema era apocalíptico, con una clara influencia al trabajo germánico de Durero en Apocalipsis cum figuris. La crestería está realizada por doseletes con hojas de parra, símbolo del monasterio.
El púlpito se ubica entre el crucero y la primera capilla. Es de caliza y fue construido a finales del siglo XV, se adorna con una represtación de "Las virtudes" y con un escudo de los Pacheco. Al lado del púlpito, entre este y el crucero, se halla la tumba de Francisco González de la Cuadra, enmarcada por pilastras platerescas.

#### Capilla de la Virgen de los Cuchillos
Esta capilla se ubica bajo la torre de campanas. Perteneció a los Brihuega. Hay una inscripción con la fecha de 1484. El acceso se realiza por un arco carpanel y gruesos boceles. La bóveda se apoya en enjarjes con escudos. En el suelo hay inscripciones ya irreconocibles. El retablo que adoró esta capilla ha sido sustituido por un lienzo del Santo Cristo de Burgos (XVII). Está comunicada con la siguiente capilla.

#### Capilla de la Anunciación
La portada está decorada con jambas con tallos y hojas de parra. En lo alto se ubica el escudo de armas de los Pascual. Consta de dos tramos, uno cuadrado con bóveda de crucería y otro rectangular con una bóveda sencilla en la que se apoya la escalera de acceso al coro. Las claves y las ménsulas donde se asienta la bóveda, están decoradas con escudos en donde se alternan el cordero de San Juan y el león de san Jerónimo, armas de los Pascual.
En una pared hay una tabla con una pintura del siglo XV con el motivo del descendimiento. Está adornada con un crucifijo moderno.

#### Capilla de San Gregorio
Cubierta con una sencilla bóveda de dos claves en las que figuran escudos heráldicos tallados y pintados y apoyada en ménsulas con idéntica decoración, esta capilla tiene cegado su acceso desde la nave el cual se ha sustituido por uno realizado desde la capilla vecina
La zona central está ocupada por la lápida del regidor Gaspar de Oquendo, linaje a quien pertenecía la capilla, y su esposa, Ana Jiménez. Está lauda está fechada en 1583. Hay otra del siglo XV sin identificar.
Hay una puerta que da paso al llamado "Callejón de las Procesiones", rampa escalonada que desde la iglesia desciende al claustro principal.

#### Sepulcro del canónigo Bartolomé de Mirabate
Bajo un arco de medio punto se halla el sepulcro del canónigo Bartolomé de Mirabate en cuya lauda está marcado el año 1580. En las impostas del mismo se han situado unas cabezas de león que sostienen pilastras de forma femenina, algo que es raro en Segovia. En las enjutas se ubican los bustos de San Pedro y de San Pablo.
Mediante un arco trilobulado se pasa al Callejón de las Procesiones.

#### Sepulcro de la familia Solís
El sepulcro de la familia Solís (las pálidas nombran a Dionisio de Solís, su mujer Felipa de Solís (1507)y a sus hijas Margarita, Felipa Jimena, Constanza y Elvira de Solís) se ubica bajo un arco de medio punto adornado con bustos de profetas en las enjutas y un friso con cabecitas de ángeles. Todo ello está coronado con el escudo de armas de la familia. La obra se acabó en 1543 y se complementa con un pequeño retablo de la Asunción realizado por Jerónimo de Amberes y Juan Gil.

#### Capilla de San Sebastián
Está capilla estaba inicialmente dedicada a Santiago, tal y como se nombra en el inventario de 1820 y atestigua el altorrelieve de la pared en el que se ha tallado al santo.
La entrada se realiza por un arco apuntado y desde ella hay acceso a la rampa de las profesiones y a la capilla mayor. Se cubre con una bóveda de tercelete adornada en los enjarjes y clave por escudos sin armas. El altar está dedicado a Nuestra Señora del Parral con una copia de la imagen original. En el año 2003 se realizó la vidriera que cierra la ventana, obra del segoviano Carlos Muñoz de Pablos.

#### Sepulcro de la familia Tapia
Situado a la izquierda de la portada de la capilla se ubica, en un arcosolio, este sepulcro del siglo XV. Las armas de los Tapia están coronando la obra y se repiten en las laudas. En las laudas de la lápida de pizarra figuran los nombres de María de Morales y María de Tapia, mujer e hija de Pedro de Tapia, consejero de Enrique IV de Castilla.

#### Capilla Mayor
Se realizó en 1485 por Martín Sánchez Bonifacio y Juan Guas, bajo el diseño que Juan Gallego hizo en 1459. Magníficamente iluminada por seis ventanales en los que figuran, en sus claves, las armas de Diego Pacheco y de su mujer Juana Enríquez, marqueses de Villena. Los escudos fueron realizados por Francisco Sánchez de Toledo en 1494. En las jambas hay un apostolado realizado en la misma fecha por Sebastián de Almonacid. Cada figura que compone el conjunto escultórico va cobijada en un doselete y apoyada en una peana. Las figuras portan los símbolos que las identifican y llevan el nombre en los nimbos. Se pueden apreciar de izquierda a derecha a; San Matías y Santo Tomás, San Mateo y San Bartolomé, San Andrés y San Pedro, Santiago el Mayor y San Juan, San Felipe y Santiago el Menor, San Simón y San Judas Tadeo.
Las vidrieras que cubren los ventanales están realizadas en el año 2003 por Carlos Muñoz de Pablos y en ellas figuran las armas de la Orden de San Jerónimo, un león bajo el capelo cardenalicio, y de Enrique IV. Los ventanales estaban cubiertos por vidrieras blancas realizadas en 1654 por Juan Bautista Lanas, vidriero de la catedral de Segovia, que habían sustituido a las originales.
Una reja de hierro forjado del año 1605 y realizada por Alonso Sánchez separa la capilla del resto del templo.

##### El retablo

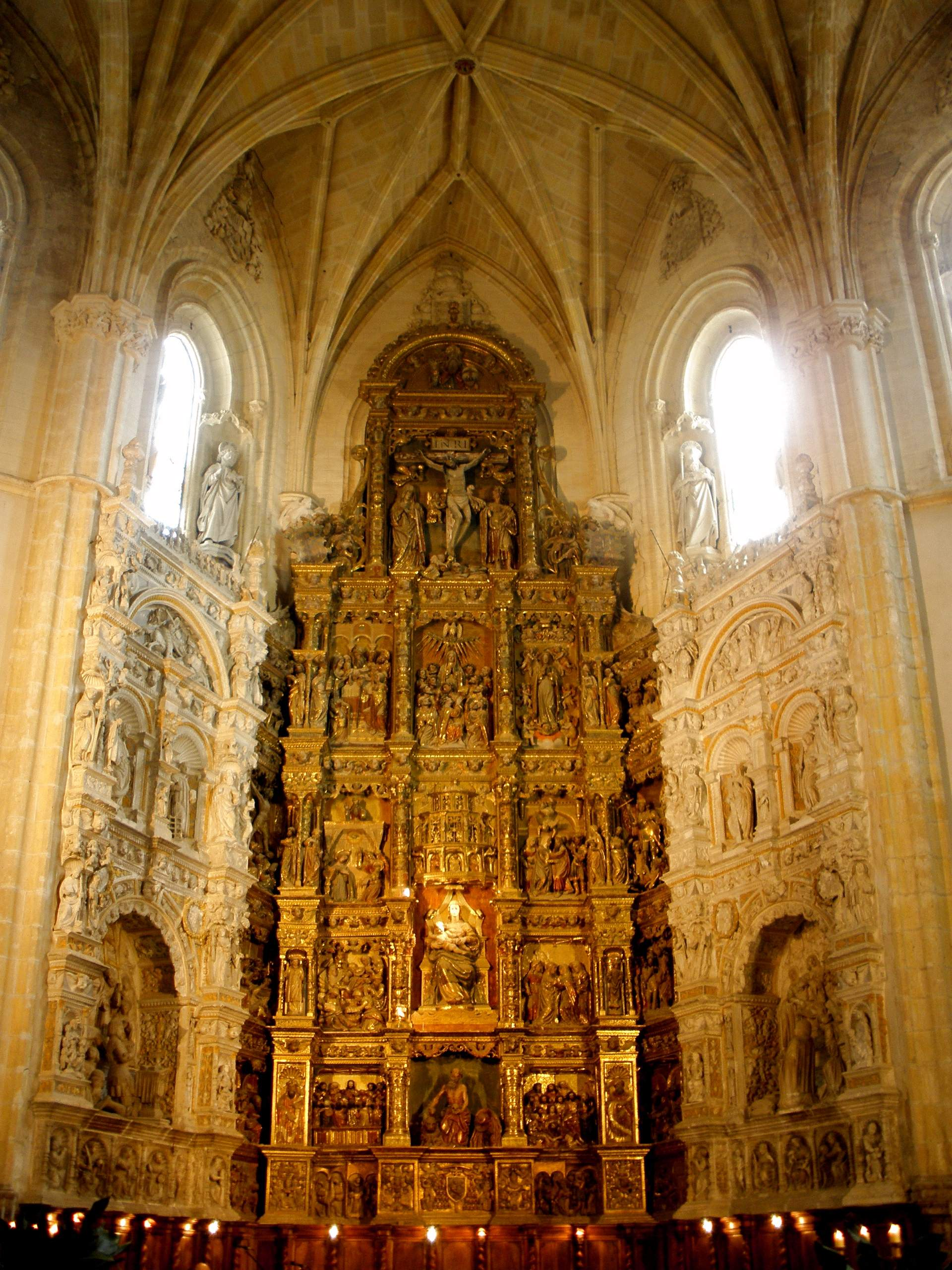
El retablo mayor y la cabecera.

El retablo mayor es la obra más relevante de la iglesia (está considerada como el mejor exponente del renacimiento en la provincia de Segovia). Se comenzó a construir en 1528 y trabajaron en él los entalladores Juan Rodríguez y Jerónimo de Pellicer, el pintor Francisco González y el carpintero Blas Hernández todos ellos de Ávila.
El retablo es de madera policromada y está estructurado en tres calles y cuatro cuerpos y el banco ocupando toda la pared. Mediante dos calles subsidiarias se enlaza con los sepulcros de los Villera con los que llega a formar un conjunto armonioso. Fue dorado por Diego de Urbina en 1553. Urbina también pintó la sarga que lo cubría en Semana Santa, actualmente desaparecida.
Se delimita mediante pilastras adornadas con figurillas del santoral y, en el plinto, las figuras de los profetas. La calle central se define mediante balaustres. 

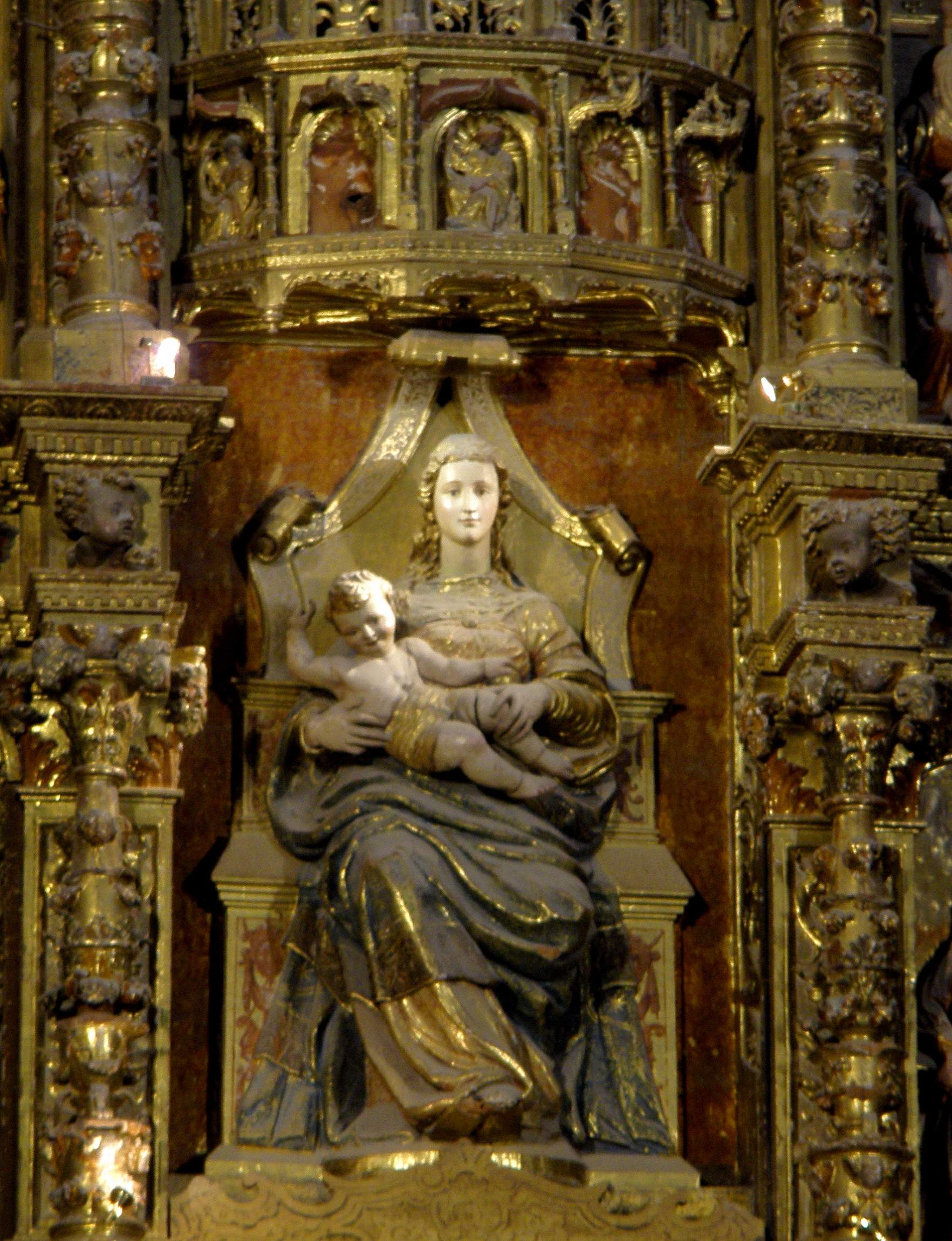
La imagen de la Virgen de la Paz en el retablo mayor de la iglesia.

El retablo, como la iglesia, está dedicado a la Santísima Virgen María y en él se narra su vida. En los bancos situados a ambos lados del tabernáculo (hoy en su lugar se halla una imagen de San Jerónimo penitente) se narra la Última Cena y el Lavatorio de los pies. El retablo culmina con una gran chambrana que alberga a la Virgen de la Paz que ocupa el tercer cuerpo, sobre el que se alza un Crucificado, con la Virgen, San Juan y unos ángeles que recogen la sangre de Cristo, cerrando el conjunto un ático con Dios Padre.
En las calles laterales hay escenas de la vida de la virgen, estas son, de abajo arriba y de izquierda a derecha; Nacimiento de la Virgen, Visita a Santa Isabel, la Anunciación, el abrazo ante la Puerta Dorada, la Circuncisión, Pentecostés y la Asunción.
La parte inferior del retablo está constituida por un sotabanco en cuya parte central se ubicaba el altar. El altar fue retirado en 1968 (con el cambio de liturgia realizado por el papa Juan XXIII) y sustituido por emblema de la Orden de los Jerónimos en el centro e historias fabulosas de la vida de San Jerónimo. A los pies se ha instalado una sillería que procede del monasterio de la misma orden de San Pedro de La Ñora en Murcia.
Las calles accesorias portan a los evangelistas, a la izquierda San Juan y San Marcos y a la derecha San Lucas y San Mateo. A San Jerónimo, a San Andrés y a dos profetas a la izquierda y el bautizo de Cristo, San Miguel y dos profetas a la derecha.

##### Los sepulcros
A los lados del altar mayor se ubican sendos sepulcros que, dada su armonía con la obra del retablo, cabe pensar que fueron proyectados junto a él. Estos sepulcros pertenecen a Juan Pacheco y su esposa María de Portocarrero (fueron traídos desde Guadalupe en 1480) y la obra actual fue realizada, por mandato de su hijo Diego López Pacheco, en 1528 por Juan Rodríguez y Lucas Giraldo. Están ejecutados en alabastro.
A la izquierda del altar se halla el sepulcro de Juan Pacheco y al derecho el de María de Portocarrero. Ambas obras son de similares características. Una hornacina en la pared en forma de arco triunfal, dentro las figuras de los difuntos en posición orante, él con armadura acompañado de un paje y ella está acompañada por una dueña. En los bancos de ambas partes se han representado las Virtudes y Adán y Eva (de izquierda a derecha la Esperanza, Adán, la Justicia, la Templanza, la Prudencia, Eva y la Fortaleza) representada como una mujer en la parte de don Juan y como Sansón en la de Doña María. Los fondos de las hornacinas están adornados por altorrelieves y la arquivolta con ángeles que portan instrumentos de la Pasión. En las enjutas están las armas de los Pacheco. En el segundo cuerpo ángeles en las pilastras y las estatuas de San Esteban y San Lorenzo. Corona la composición una imagen de Santiago matamoros dando fe de la condición de caballero de la Orden de Santiago de Juan Pacheco.
En las enjutas del sepulcro de doña María están las armas de los Portocarrero y en el fondo de la hornacina un altorrelieve con imágenes de la villa de Villena. La arquivolta se ilustra con elementos relativos a la Pasión mientras que en el segundo cuerpo se han colocado las imágenes de Santa Elena y Santa Lucía. Sobre el conjunto en relieve la aparición de Cristo a la Virgen, acompañados de San Pedro y San Pablo, San Juan y Santiago.
De la familia Pacheco quedan algunos sepulcros más en diferentes lugares del templo. En el crucero están los sepulcros de Francisco López Pacheco fallecido en 157 y de su mujer Juana Lucas de Toledo fallecida en 1595.En el muro norte se halla la laude de Diego López Pacheco que falleció en 1588. En 1838 se retiraron y vendieron (eran de cobre) las laúdes de otros familiares de los Pacheco que se ubicaban en el suelo de la capilla. De Diego López Pacheco, muerto en 1529, y de doña Juana Enríquez, fallecida en 1530 no hay rastro alguno.
Dos sargas de fines del siglo XVI cuelgan de la pared del crucero. Ambas pertenecen al Museo del Prado y están cedidas al monasterio.

#### Antesacristía

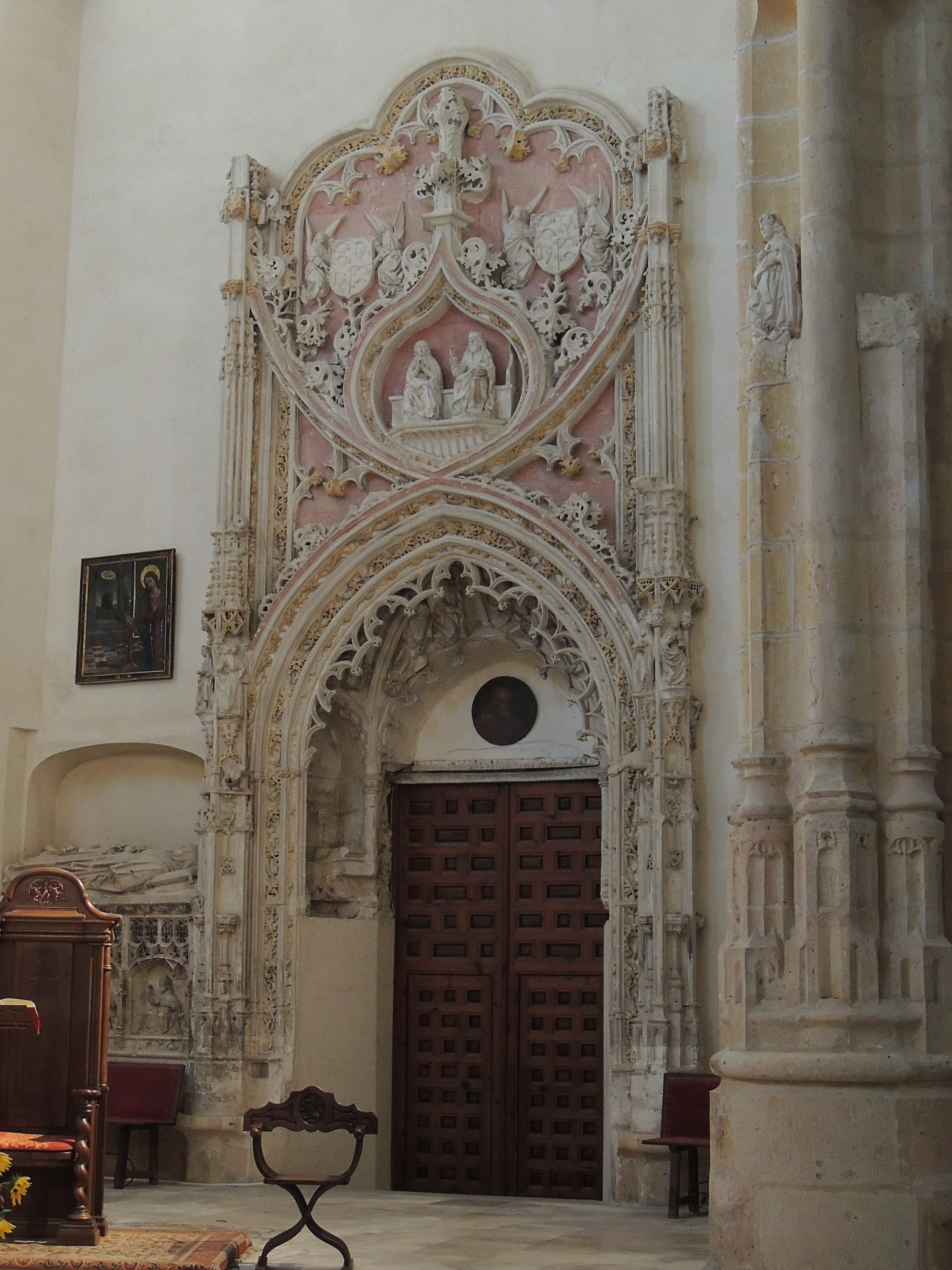
Puerta de la antesacristía.

A la antesacristía se accede mediante una magnífica portada situada en el brazo meridional del crucero. La antesacristía fue realizada en el siglo XV por Juan Guas y Egas Cueman. Está ricamente adornada mediante ménsulas y estatuillas (en el lado derecho de María Magdalena y San Juan Bautista y en el izquierdo de santa Catalina y un ángel) junto a chambranas, caireles y cardinas. En lo alto se resuelve con un muro vegetal que corona una representación de la entronización de la Virgen adornada con ángeles que portan las armas de Juan Pacheco, marqués de Villena. En la superficie inferior del arco se representan ángeles llevando los instrumentos de la Pasión de Cristo.
En la jamba de la derecha está representada la Resurrección de Cristo. La jamba de la izquierda no tiene las estatuas correspondientes al igual que el zócalo del mismo lado. Se estima que la portada fue en origen un arco que resguardaba el sepulcro de Beatriz de Pacheco, condesa de Medellín e hija de Juan Pacheco fallecida en 1461, el cual se sitúa en la actualidad a la izquierda de la portada.
Una leyenda afirma que Isabel la Católica, enemiga acérrima de la condesa de Medellín, ordenó retirar el sepulcro del centro de la capilla. Este sepulcro está labrado en mármol y no se ha determinado el autor, en él figuran los "Doctores de la Iglesia Latina" (San Agustín, San Jerónimo y San Gregorio, se debió de perder en el traslado San Ambrosio).
El aspecto actual de la antesacristía corresponde a la reforma que fray Bartolomé de Yebra realizó en siglo XVII. Hay dos cuadros con la figura de San Jerónimo. Destaca la laude de Luisa Pacheco que se trasladó desde la capilla mayor y quedó cubierta en parte con la cajonera realizada en el siglo XVIII.
Por la parte derecha se accede al claustro. Sobre el acceso se ubica un balcón de madera del siglo XVI que da paso al oratorio. La balaustrada de este balcón sirvió para realizar la barandilla de la escalera de acceso al claustro superior y sus casetones como modelo para el artesonado realizado en el siglo XX en la reparación de bóveda que se desplomó en el siglo XIX. Una segunda portada da paso a la biblioteca, construida en el solar de la llamada "cámara del tesoro".
Bajo el pavimento de la antesacristía corre un arroyo que va recogiendo las aguas que llegan al lugar, el murmullo de esta se escucha desde arriba.

#### Sacristía
El acceso a la sacristía se realiza por una puerta dintelada, del siglo XVI, que se sobrepone a una gótica. El interior está formado por un arco de medio punto que mantiene el tipo de labra primitivista de la puerta de acceso. Dentro del arco y en las laureas se muestran los símbolos de los evangelistas San Marcos y San Juan, San Mateo y San Lucas han desaparecido debido al deterioro a causa del a humedad. En lo alto la representación de la Deesis (San Juan Bautista, Cristo y la Virgen). Hay también una imagen de San Jerónimo de finales del siglo XV.
La estructura organizativa de la sacristía del tipo de las llamadas "sacristías españolas" (estas sacristías llevan la cajonera insertada en profundos nichos). Consta de dos tramos cerrados por bóvedas con nervios curvos. La cajoneras se alojan en ocho hornacinas en arco de medio punto trasdosado por otro de pabellón que se ubican en las paredes. 
En 1965 se realizó una restauración en la que se perdió el marco de yeso que contenía la tabla de "La fuente de la Gracia" de Juan Van Eyck, esta pintura está actualmente en el museo del Prado y en su lugar se ha puesto una reproducción fotográfica, a la derecha de la misma se observa una pila gótica.

#### Capilla de San Jerónimo
Se edificó antes que la propia iglesia aprovechando la ermita existente con el objetivo de cubrir las necesidades básicas de los monjes jerónimos venidos del monasterio de Guadalupe. La mando construir Alonso González de la Hoz, secretario y contador de Juan II, Enrique IV y los Reyes Católicos, en 1482.
La entrada a la capilla se realiza por un arco carpanel sobre montado sobre otro de tipo conopial (arco muy rebajado y con una escotadura en el centro de la clave, que lo hace semejante a un pabellón o cortinaje). En las jambas, con una decoración algo tosca, figuran las armas de los Río y de la Hoz. La capilla se cierra por una reja de madera decorada con motivos vegetales.
Las bóvedas son de dobles terceletes con decoración heráldica en las claves y enjarjes. En las paredes laterales, muy deteriorados, por la humedad, se ubican cinco urnas funerarias bajo arcos rebajados. En el pavimento hay cinco laúdes. En el lugar que ocupó el altar se conserva la presencia de piedra. La ventana está cerrada con una vidriera de Carlos Muñoz.

#### Capilla de la Asunción

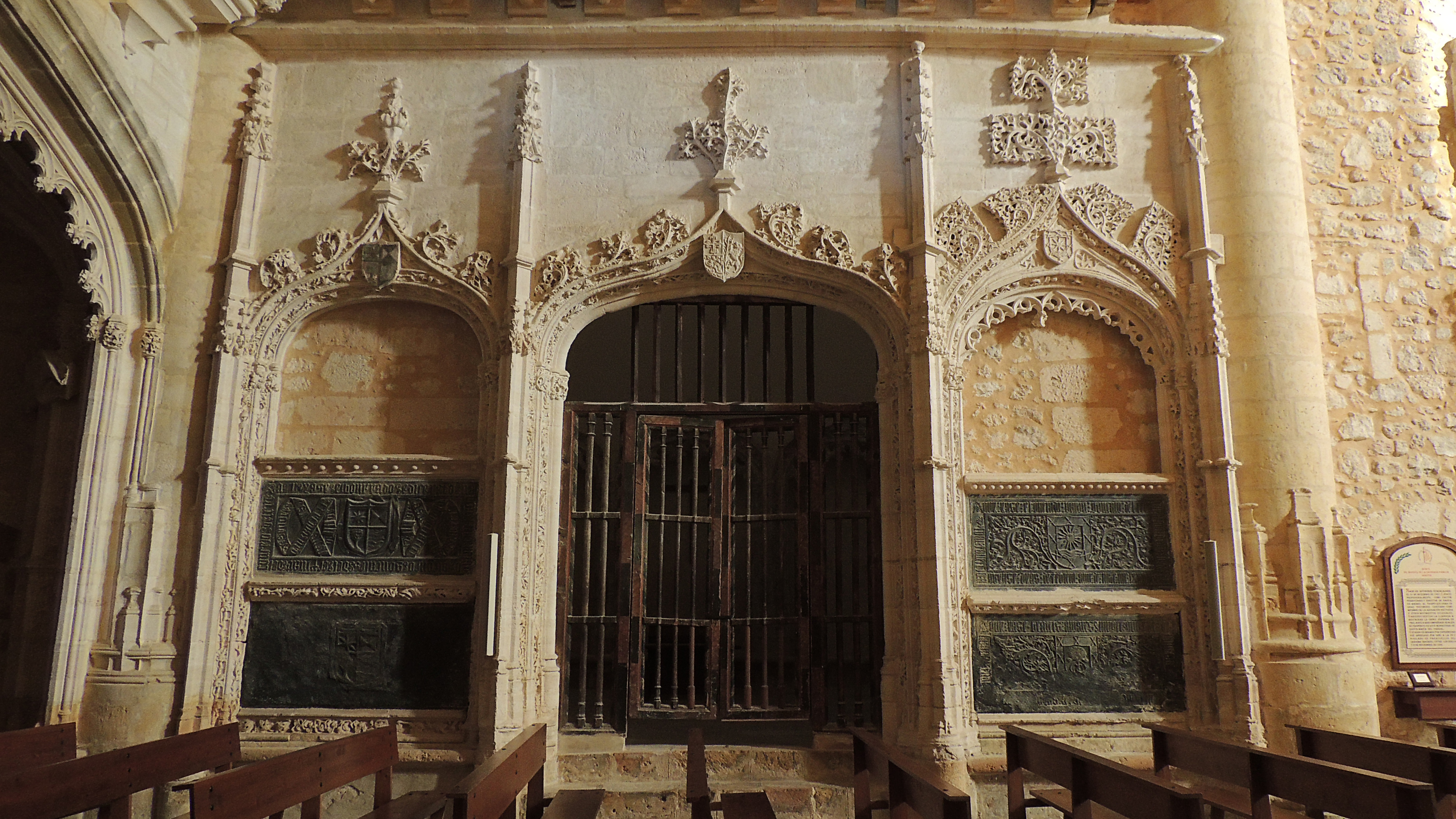
Portada de la capilla de la Asunción.

Esta capilla junto con la de San Jerónimo formó parte de la ermita existente antes de la construcción del monasterio. Sobre su portada, que ocupa todo el ancho del tramo, se ubica el balcón para el órgano. Esta portada está dividida en tres secciones. Las laterales se han puesto sendos lucillos y la central se utiliza para el acceso. Estos subtramos están realizados con arcos rebajados y trasdosados por conopiales. En el lucillo de la derecha figuran los nombres de Gonzalo del Río y su mujer Beatriz Álvarez mientras que en el de la izquierda Alfonso González del Espinar, del Consejo de los Reyes Católicos.
La capilla se cierra con una reja de madera con balaustres y bandas que recuerdan la escritura cúfica y se cubre con una bóveda de crucería en cuyas claves y ménsulas lucen escudos heráldicos. En las paredes se ubican cinco lucillos bajo arcos rebajados y angrelados muy deteriorados por la humedad.
En el pavimento se halla la laude de Sancho García del Espinar, nieto de Sancho García del Espinar, fallecido en 1547. En el siglo XV fray Pedro de Mesa vendió a Sancho García del Espinar esta capilla, que entonces se denominaba de San Pedro de ahí que la heráldica y laúdes sean de esta familia. La vidriera, con el motivo heráldico es obra de Carlos Muñoz de Pablos.

#### Capilla del Descendimiento
Esta capilla se llama también capilla del Crucifijo o del Calvario. Perteneció a la familia Coronel-Solís. La fundó un judío converso llamado Abraham Senneor que adoptó el nombre de Hernán Pérez Coronel, fue el judío más importante de Castilla en tiempos de Isabel la Católica. Muchos de los familiares están enterrados en esta capilla.
La portada está realizada en caliza blanca compuesta por un arco rebajado y trasdosado por uno conopial luce en la clave el escudo de la familia (muy deteriorado) y en la jambas hay ménsulas y chambranas para imágenes. Las paredes están ornamentadas con arcos en forma de trébol y otros de traza complicada. En el muro norte hay una hornacina donde se ubicó un retablo. Las bóvedas se conforman como una a modo de nave cuadrada y cabecera la cual está cerrada con una bóveda estrellada. En las ménsulas y nervuras ángeles con las armas de la familia. La vidriera, como las otras, es de Muñoz y luce el escudo familiar.

#### Capilla de la Natividad
Está capilla también es llamada capilla de Santiago. Perteneció a la familia Heredia. Fue la última en construirse. Está dividida en dos tramos cubiertos con bóvedas estrelladas sobre ménsulas con ángeles portadores de la heráldica familiar. El acceso se realiza por un arco carpanel decorado con sencillez. En el muro norte la s trazas del retablo que lo ocupó y en el suelo el lápida de Francisco de Heredia, fallecido en 1583. La vidriera, como el resto, de Carlos Muñoz con el escudo de los Heredia.
En el ángulo de entrada se ubica el sepulcro de Juan Díaz de Arellano que falleció en 1640. Este sepulcro barroco del siglo XVII está ornamentado con motivos geométricos.

### Claustros
El conjunto monacal nace ya bajo el signo de la Orden de San Jerónimo, por ello cuando Juan Gallego traza los planos plantea ya cuatro claustros, como marcaban los jerónimos. En El Parral estos claustros son; el de la Portería, el de la Hospedería, el de la Botica y Principal o de las Procesiones. Todo el conjunto, junto con la huerta, la arboleda y las tierras de secano, estaba rodeado de una tapia. La zona monástica es de clausura y velada al público, únicamente el claustro de la portería es de acceso a las visitas.

#### Claustros de la Portería y Hospedería

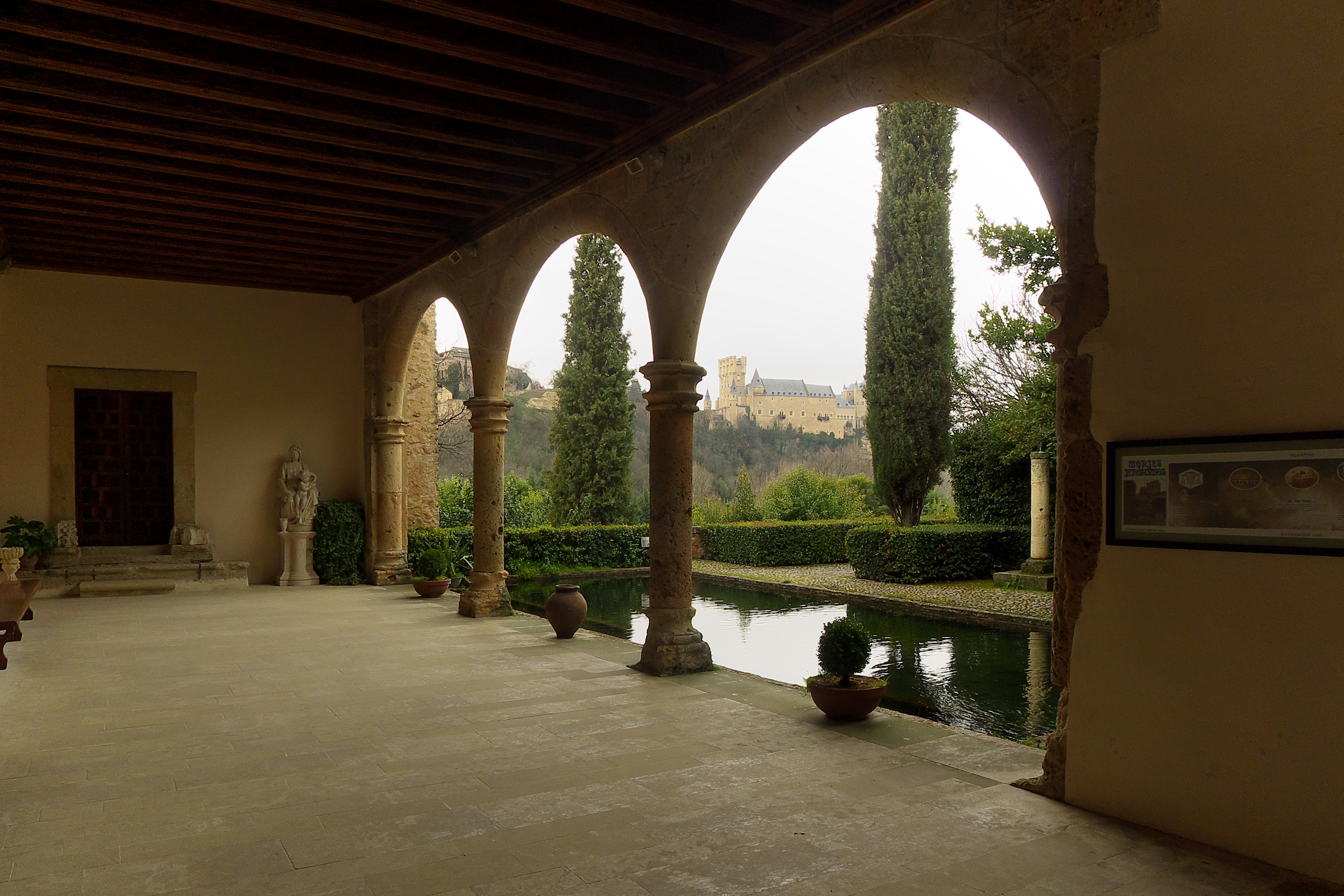
Vista del alcázar de Segovia desde el claustro de la portería.

De este claustro solo quedan algunos restos y en su centro se ha construido un estanque. Formando ángulo recto con la puerta de la iglesia se abre el acceso principal al recinto monástico mediante un sencillo arco carpanel el cual está moldurado con gruesos boceles y se remata con un nicho trilobulado que contiene una imagen de la Virgen de El Parral. Tanto esta imagen como la puerta son de moderna traza aunque hay que reseñar que la cerrajería es la original del año 1643.

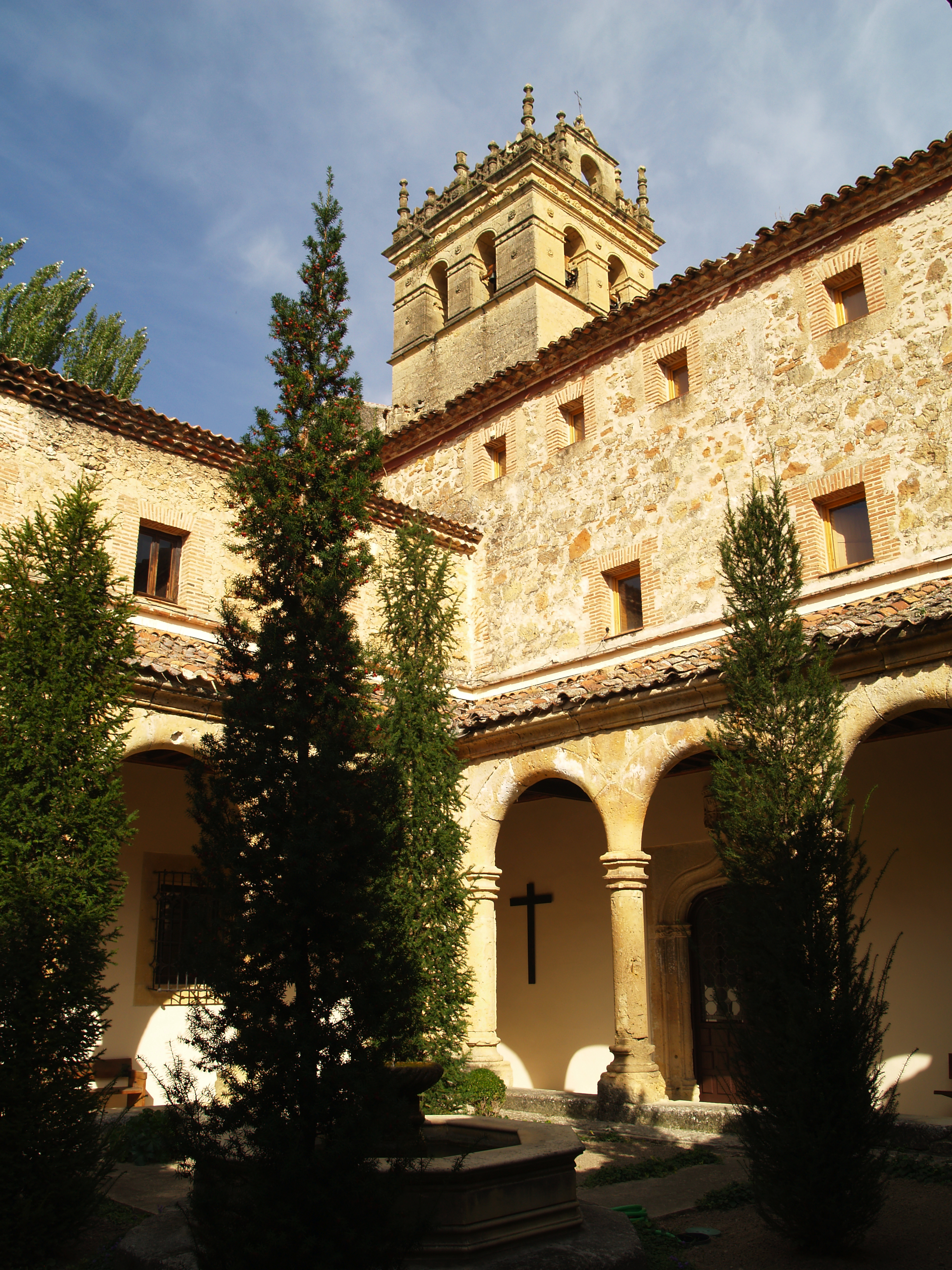
El claustro de la hospedería y la torre de la iglesia.

El portón da paso a un pórtico de tres vanos que se abre al oeste con arcos de medio punto que data de principios del siglo XVI. Una fuente conformada por un león y una armadura renacentista proveniente del antecoro son el inicio de un jardincillo desde el cual se obtiene una buena vista de Segovia y de las ruinas del claustro de la Hospedería al cual se accedía desde la puerta del fondo del pórtico y tenía como función el acoger a los huéspedes que llegaban al monasterio. El claustro de la hospedería fue mandado construir por Enrique IV y era, habitualmente utilizado por él para comunicarse con los monjes. En 1566 fue destruido por un incendio y reconstruido poco después. En la actualidad solo quedan trazas de las columnas que los sustentaban y su centro se ha convertido en un estanque.

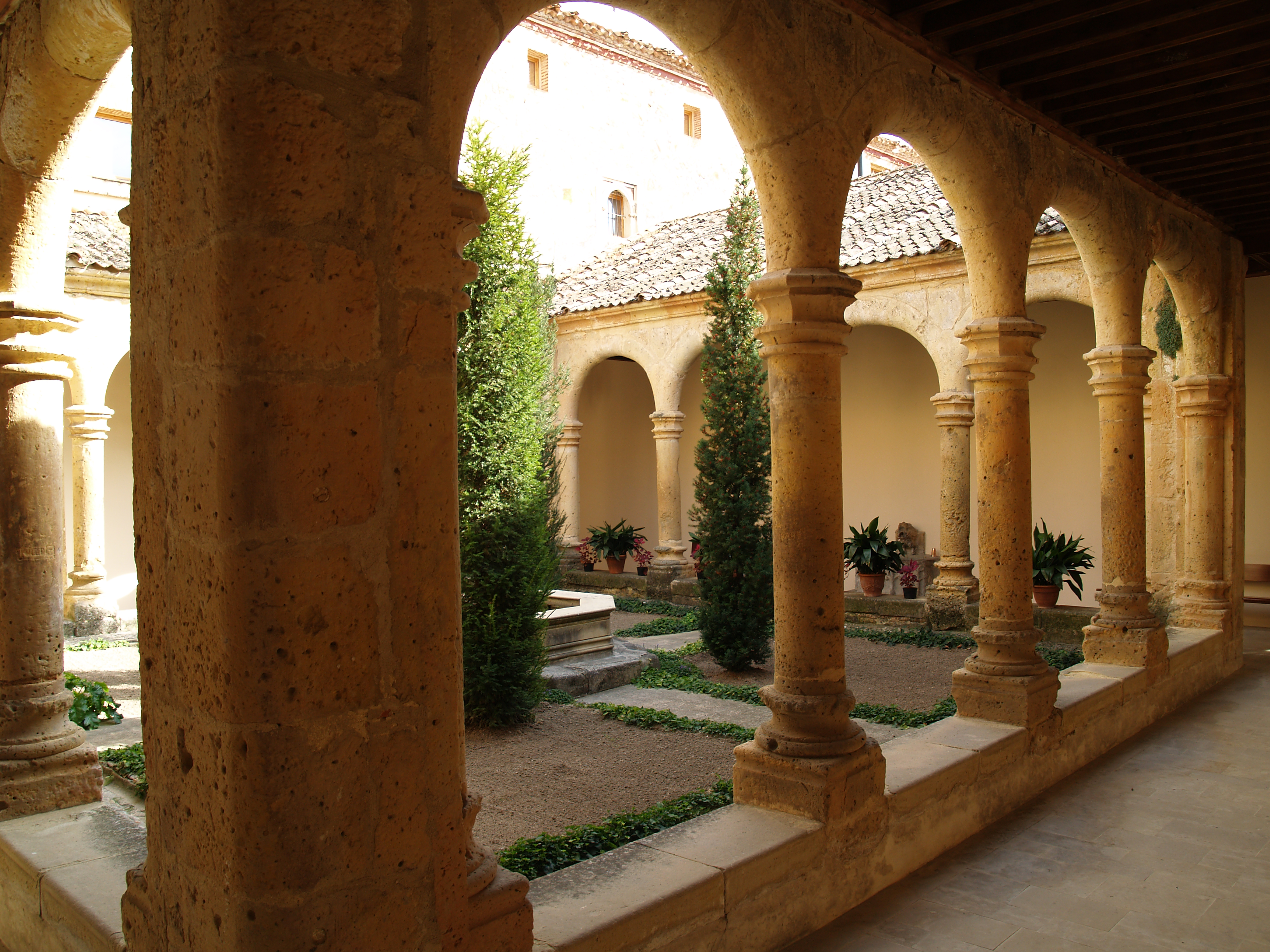
El claustro de la hospedería.

Desde el pórtico se accede al claustro de la Portería mediante una puerta que porta las armas de Enrique IV. Este claustro, de pequeñas dimensiones, consta de cuatro arcos idénticos al del pórtico.
En el centro hay una fuente ornamental y en uno de los lados una fuente que mana desde las fauces de un león y que tiene como finalidad la de socorrer la sed de los que entran y salen del claustro.

#### Claustro principal
El claustro principal o de las Procesiones es un amplio espacio al que se accede desde una estancia contigua al claustro de la Portería mediante una puerta de arco carpanel con el escudo del rey Enrique IV en su clave. Esta estancia está adornada con pinturas con motivos de monjes de la congregación y un candelabro tenebrario (candelabro de forma triangular, con pie muy alto y con quince velas, el cual se enciende en los oficios de tinieblas de Semana Santa) barroco adornado con las armas de la orden de los Jerónimos.
Es un claustro de doble galería. La galería baja está formada por siete arcos de medio punto sobre pilares achaflanados, similares a los del claustro de las Procesiones del monasterio de Guadalupe, de ladrillo y pintados de blanco y rojo. En el lado norte, adosada al muro de la iglesia, se abre una solana con pilares de piedra caliza y sobre ella se ve el campanario con su espadaña.
En el centro hay una sencilla fuente realizada con el zócalo que sobró del apoyo de la verja de la capilla mayor que ha sustituido a la original, barroca, del año 1618 realizada por Pedro de Brizuela la cual fue trasladada en tiempos de la desamortización de Mendizábal a Alameda, frente a las ruinas de Santa Ana. 
La galería alta está formada por catorce arcos apuntados. El acceso al claustro alto se realiza por el lado norte (panda norte) mediante una amplia escalera, a su lado está la capilla de San Bernardino que se abre bajo una portada gótica con arco de carpanel con las jambas adornadas con la representación del misterio de la Anunciación. En el interior hay una figura de San Antonio con una sarga del siglo XVI con motivo de la Crucifixión con un fondo del acueducto de Segovia. Esta capilla fue adecuada para panteón de "Hombres Ilustres" a principios del siglo XX. Hay una lápida que recuerda a Eduardo Callejo y de la Cuesta, ministro de Instrucción Pública y Bellas Artes, fechada en 1929.

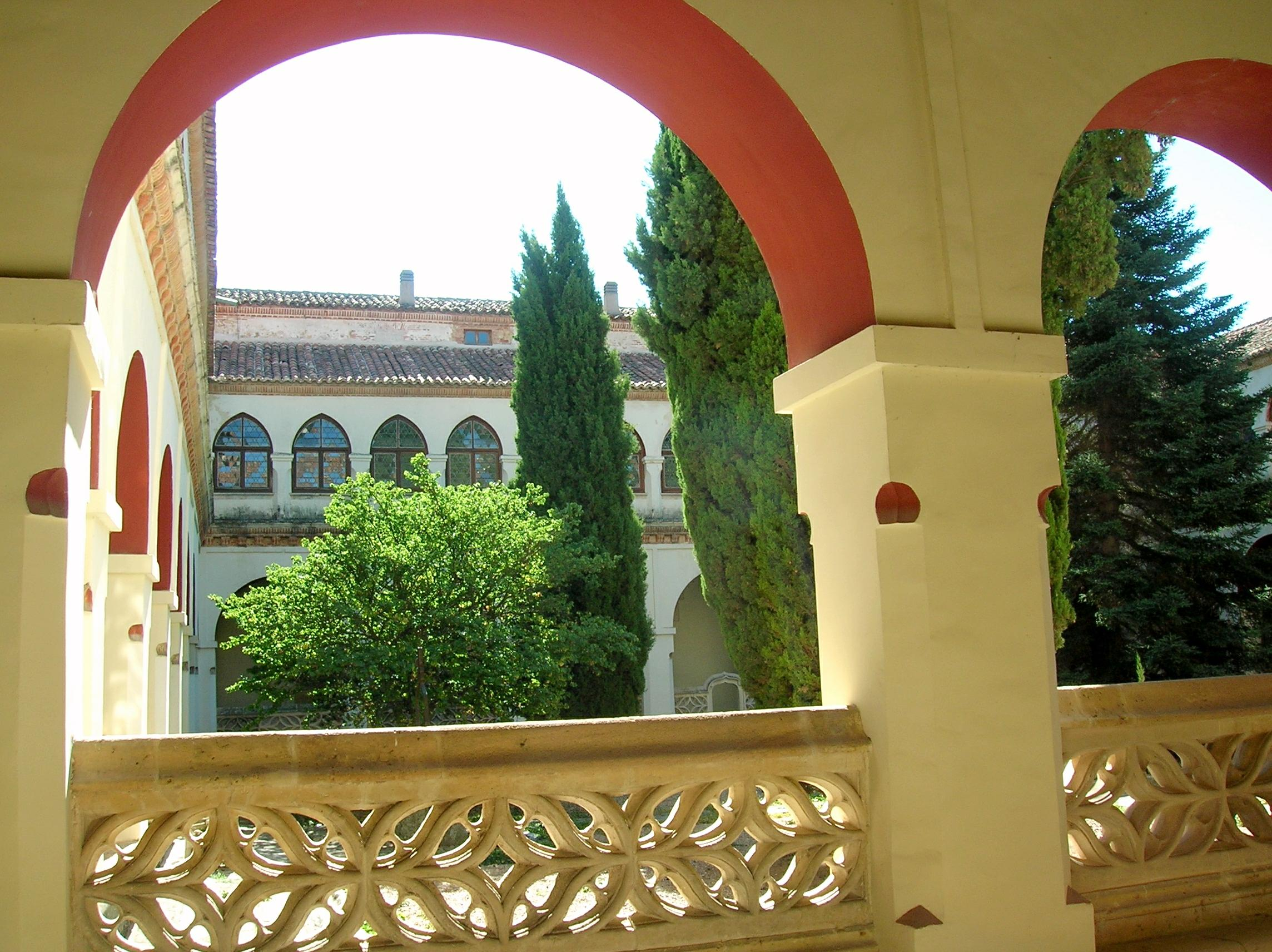
El claustro principal.

Vecinas a la de San Bernardino se hallan la capilla barroca de Manuel de Adrados, tesorero de la fábrica de Moneda y la gótica que da paso al callejón de las Procesiones, en ella se ha instalado un altar con un fragmento del antepecho del claustro y sobre él un cuadro del siglo XVII en el que figuran San Egidio y San Arcano.
La iglesia queda unida al claustro mediante una rampa escalonada de dos tramos, el primero cubierto con armadura y el segundo con una bóveda de curiosa traza. Todo ello fechado por los secados de Enrique IV. Desde aquí a la derecha se alcanzan la capilla de San Sebastián y a la izquierda las de Manuel de Adrados y de San Gregorio.
La capilla de San Miguel, de arco carpanel, da paso a la antesacristía y en ella hay una laude de Manuel de Adrados fallecido en 1729.
En el lado este se ubica la biblioteca a la cual se accede por una portada gótica de arco carpanel bastante deteriorada. La biblioteca se ubicó en esta antigua capilla en el año 1951. Al lado se halla el acceso a la huerta mediante un callejón con portada gótica y heráldica del Enrique IV. Al otro lado del callejón la capilla de Santa Catalina, con arco carpanel, convertida en sala para la comunidad y a continuación la sala capitular, también denominada capilla del conde de Encinas fundada por Antonio del Río en 1583 y reformada en 1703. Consta de un arco de medio punto adornado con florones y escudos, en la clave y en los extremos del muro. En esta capilla es donde la comunidad realiza su culto diario, está adornada por un San Jerónimo penitente del siglo XVI, y un Cristo del siglo XV. En el pavimento están la tumbas de Antonio del Río, fallecido en 1591 e Isabel de Cascales muerta en 1581.

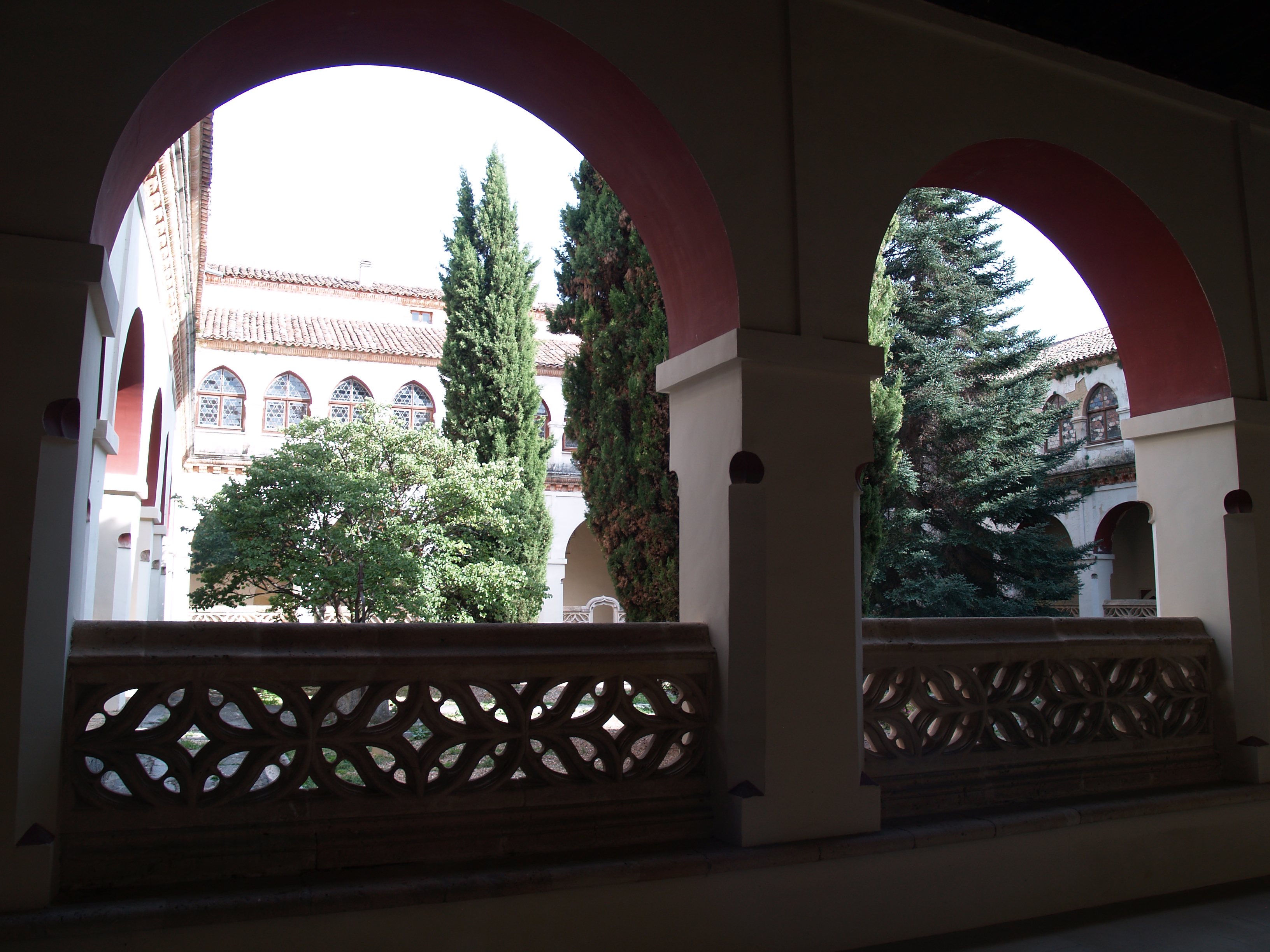
El claustro principal.

En la panda sur se halla la celda del prior la cual está cubierta por una armadura del siglo XV con las armas de Castilla y Portugal. Después de la escalera de acceso al claustro alto ocupando el lugar de otra celda prioral. En el muro norte hay una pintura en tonos grises de siglo XVI en la que se representa a San Jerónimo y a sus discípulos sobre un fondo en donde se ve una ermita que hace referencia al origen eremítico de la orden. En el techo de la escalera figura el escudo de Castilla. El resto de estancias carecen de interés artístico.
En el lado oeste está el pasillo por el que se accedía al claustro de la Enfermería o de la Botica el cual está actualmente cerrado y adornado con una imagen de la Virgen obra de Sebastián de Almonacid, que anteriormente estuvo en el parteluz de la fachada de la iglesia. En esta galería se entierra a los monjes fallecidos.
El refectorio está cubierto con una armadura ataujerada de tres paños, a un lado se ubica el púlpito realizado en madera y piedra. De las pinturas al fresco que adornaban sus paredes no se han conservado rastros.
En el claustro alto se ubican celdas y una capilla con la imagen original de Nuestra Señora del Parral.

#### Claustro de la Enfermería o de la Botica
El claustro de la Enfermería o de la Botica consta de dos plantas y sus panas tienen cuatro arcos trebolados en la planta baja y el doble en la alta. Por la ornamentación de la cornisa que lo remata, realizada con bolas, se incluye en el círculo de Guas. El claustro inferior es muy duro y en el centro del claustro hay una fuente gótica de planta octogonal. Desde el primer piso se accede a la huerta.